# منتخب فيتنام تحت 21 سنة لكرة القدم
منتخب فيتنام تحت 21 سنة لكرة القدم (بالفيتنامية: Đội tuyển bóng đá U-21 quốc gia Việt Nam)‏ هو ممثل فيتنام الرسمي في المنافسات الدولية في كرة القدم تحت 21 سنة.